# Nathan Williams
Nathan Williams es un acordeonista norteamericano de zydeco, nacido en St. Martinville, Luisiana, en 1964.
Desarrolló su sensibilidad musical en su ciudad natal, un lugar rico en tradición criolla, siguiendo la estela de su tío, el guitarrista cajún Harry Hypolite. Su principal maestro fue "Buckwheat", aunque su influencia mayor fue Clifton Chenier.
Se trasladó a Lafayette y montó un club, que se convirtió en un centro de moda. En 1988 actuó, por primera vez, en el Jazz and Heritage Festival de Nueva Orleans, a raíz del cual firmó contrato discográfico con Rounder Records. Más tarde formó su banda, Zydeco Cha-Cha, con la que permanece en la actualidad.